# Bahnhof München Süd
Bahnhof München Süd (magyar nyelven: München Déli pályaudvar) egy használaton kívüli vasútállomás és vasúti teherpályaudvar München Ludwigsvorstadt-Isarvorstadt kerületében. A vonatközlekedés 1985. július 1-jén szűnt meg, az utolsó épületeket 2005-ben bontották le, hogy helyet csináljanak az új irodaházaknak.
Az állomás a déli vasúti gyűrűn (Münchner Südring) található, amely a müncheni főpályaudvart köti össze a München Ostbahnhoffal. A tömegközlekedést ma a Poccistraße müncheni metróállomás bonyolítja le, amely a régi pályaudvartól nyugatra található. Az Isar-völgyi vasút korábban a Südbahnhofról indult, és München Isartalbahnhofon (München Isartalbahnhof) és Großhesselohe Isartalbahnhof vasútállomáson keresztül Wolfratshausen és Bichl felé haladt.
A második müncheni S-Bahn Stammstrecke útvonalának tervezési tanulmányai során a több útvonal közül az egyik a Südring volt. Koncepcióját azonban elvetették, mivel a München Hauptbahnhof és München Ostbahnhof közötti utazási idő szempontjából "nem volt hatékony", mivel az S-Bahn vonatok a Hauptbahnhofon megálltak, majd megfordultak a Südring vagy a nyugati célállomások felé.
Amikor a müncheni városi tanács és a bajor tartományi kormány 2019-ben jóváhagyta az új müncheni U-Bahn U9/U29 elkerülő vonal építését, az egyik elképzelés az volt, hogy a Südring és a Lindwurmstraße megépítésénél egy új "szuperpályaudvar" épüljön, amely egyesíti az U-Bahn, az S-Bahn és a regionális vonatok szolgáltatásait. A terv a jelenlegi Poccistraße és Implerstraße metróállomások bezárását és egy új négyvágányú állomás építését irányozta elő a Südring alatt, amely az U3, U9 és U29 járatokat szolgálná ki, és csatlakozna az új föld feletti állomáshoz, amely a regionális vonatokat és esetleg az S-Bahnt szolgálná ki, ha a jövőbeli S-Bahn-Ringet jóváhagyják. Az új U-Bahn állomás neve Impler-/Poccistraße lenne, hogy megkülönböztesse a jelenlegi U3/U6 - Implerstraße és Poccistraße állomásoktól. Ha a föld feletti állomás megépül, akkor sem a Münchner Südbahnhof, sem az Impler-/Poccistraße Bahnhof hivatalos elnevezést nem adják meg.